# 保永昇男
保永 昇男（ほなが のりお、1955年8月11日 - ）は、日本の元プロレスラー、男性レフェリー。東京都足立区出身。拓殖大学北海道短期大学卒業。リキプロ所属。血液型O型。
現役時代はえり足を伸ばし、刈り込みの入った金髪のパンチパーマがトレードマーク。現役時はスポットライトの当たる選手では無かったが、独自のプロレス感と対戦相手を引き立てる技術で試合を作り上げる職人レスラーであった。

## 経歴

### 新日本プロレス時代
足立学園高校柔道部出身、木村政彦の師事を受ける。拓殖大学北海道短期大学卒業後、東京へ戻り全日本プロレスの入門テストを受けるも不合格となる。植木屋に勤めながらボディビルで体を鍛え、1979年4月に新日本プロレスへ入門。1980年4月25日に後楽園ホールの斎藤弘幸戦でプロデビュー。
1982年11月にメキシコ武者修行に旅立ち、ヒロ斎藤、平田淳二らと行動を共にする。
1984年3月に帰国。しかしメキシコで体調を崩し、さらには高田ら後輩の台頭もあり低迷。

### ジャパンプロレス時代
1984年9月、ジャパンプロレスへ合流して長州力らと全日本プロレスに参戦。
1985年当時アジアタッグ王座を保有していたアニマル浜口が負傷欠場したため、寺西勇が代理パートナーとして保永を指名しアジアタッグ王者となる。10月14日、石川敬士&渕正信組を破り初防衛に成功したが、10月31日、石川敬士&マイティ井上組に敗れ王座転落。

### ジャパンプロレス崩壊後
ジャパンプロレス崩壊後は新日本プロレスに出戻り、頭髪を金色に染めてヒロ斎藤・後藤達俊と共にブロンド・アウトローズを結成。後にスーパー・ストロング・マシーンを加えレイジング・スタッフと名を改める。保永自身はジュニアヘビー級のヒール選手としてライバルの獣神サンダー・ライガーらと激闘を繰り広げ、1991年にBEST OF THE SUPER Jr.の前身であるTOP OF THE SUPER Jr.でライガーを破り優勝。IWGPジュニアヘビー級王座決定戦を兼ねており同王座に初戴冠。5月25日、ペガサス・キッドを相手に初防衛に成功。5月31日、ライガーを相手に2度目の防衛に成功するも、6月12日のリターン・マッチに敗れ王座転落。11月5日、野上彰を破り、IWGPジュニアヘビー級王座に返り咲く。
1992年2月8日、ライガーに敗れ王座転落。
1994年9月27日、ワイルド・ペガサスを破り、3度目の王座獲得。6度の防衛を重ねる長期政権を築き、さらに11月18日エル・イホ・デル・サントを破りUWA世界ウェルター級王座を獲得するなど、ライガーの負傷欠場や金本浩二、大谷晋二郎ら若手の台頭までの空白期の穴を埋めた。12月13日大谷に敗れUWA世界ウェルター級王座から転落。
1995年2月19日、金本に敗れIWGPジュニアヘビー級王座からも転落、さらに9月22日、試合中に右足のアキレス腱を断裂し長期欠場。
1996年5月23日、小山ゆうえんち大会で復帰。この頃から金髪も黒髪に戻し、かつてのライバルであるライガーやエル・サムライらと共闘し、金本、大谷、高岩ら若手の壁となって試合を行うことが増える。ライガー&サムライ&保永組vs金本&大谷&高岩組の6人タッグマッチにおいて、主に金本から執拗に攻撃を受けたサムライが激昂し、場外でも金本を追いかけ回すなど、試合が成立しなくなったことがあったがその際もヒートアップするサムライ、金本、大谷、高岩とそれを自身も激昂しながら止めようとするライガーを尻目に、保永は「止めろサムライ、止めろ」と一人冷静であったりと、ヒールともベビーフェイスともとれない立場となっていく。
1998年4月30日、後楽園ホール大会で引退試合を行う。ライガーと対戦し敗れるも、ライガー戦直後に番外試合として6人タッグマッチを行い高岩竜一から勝利を飾る。

### 引退後
引退後はレフェリーへ転向。レフェリーとしてのデビューは1998年5月16日、松戸市運動公園体育館で行われた中西学&小島聡組vs平田淳嗣&安田忠夫組戦。過去にパキスタンなどの海外遠征時には現役選手でありながら、レフェリーを務めた経験もある。当初はぎこちないレフェリングで観客から声が上がったり元レスラーであるにもかかわらず、試合中レスラーと衝突しただけでしばらく倒れているなどの場面が見受けられたが、元レスラーであることを活かし、相手選手がロープブレイクをしているのに腕ひしぎ逆十字固めを放そうとしないケンドー・カ・シンに対しストンピングを連発して“保永コール”を巻き起こすなど、レフェリー保永昇男としてのエピソードを残す。
以降はジュニア戦線を中心にレフェリーを行い2003年、WJプロレスに移籍。WJの惨状を見かねて佐々木健介に助言し、佐々木のWJ離脱・フリー転出にも関与したとされる。
2004年、WJ崩壊と共にリキプロへと移籍。レフェリーのほか「あの人ほど怒らせたら怖い人はいなかった。喧嘩したくない相手だよね」「普段は良き相談役だがプロレスに対する目は非常に厳しい。よくしょっぱい試合をした若手が試合後に殴られていたんだよ」と、かつての盟友である後藤達俊が自身のブログで語っているように、現在でも若手選手のコーチや相談役としてその手腕をいかんなく発揮している。
リキプロの新日本プロレス合流後もレフェリーおよび道場管理者として残留。LOCK UPで裁いた。久が原道場閉鎖時は原状回復費用軽減のため、自らシャッターのペンキ塗りをするなど最後まで若手らと共に尽くした。
2012年2月19日、「SMASH.25」で特別レフェリー。
2016年12月2日、大阪城東区民センターで行われる上井文彦プロデュース興行「Strong Style History～Go for Broke!! Forever～」でメインイベントを含む3試合のレフェリーをこなす。
2020年1月4日、新日本プロレス・東京ドーム大会での獣神サンダーライガー引退試合第1弾のタッグマッチで、特別レフェリーを担当。
2022年3月1日、新日本プロレス・武道館による旗揚げ記念日大会でGBH vs LIJの特別レフェリーを担当。

## タイトル歴
全日本プロレス
- アジアタッグ王座（&寺西勇）（第41代）

新日本プロレス
- IWGPジュニアヘビー級王座（第14代・17代・22代）
- UWA世界ウェルター級王座（第23代）
- TOP OF THE SUPER Jr.優勝（1991年）

## 得意技
感情を表に出さずに、掴み所のない独特のファイトスタイルは「のらりくらり殺法」と形容された。反則技から一瞬の隙をついた丸め込み、スープレックス、ルチャスタイルまでこなす職人タイプ。
フライング・ネックブリーカー・ドロップ
ダイビング式やカウンターでも使用。試合終盤になると連発することもあった。
フォームに違いがあるものの、新日本時代の後輩であるカシンが、この技を受け継いでいる。
横回転式腕決めエビ固め
うつ伏せ状態の相手左腕を両足で挟み込み、自身の右腕を相手の右脇に差し込んだ状態で前方回転しつつ、体勢を横うつ伏せに反して固める丸め込み技。
最終的な形は横十字固めと同型を取る。最初に腕を捻って仕掛けることもあった。
ラ・マヒストラル
和名を竜巻式横回転エビ固め。上記、横回転式腕決めエビ固めとは別の技である。
保永が使用した場合は完全に混同されており、どちらもラ・マヒストラルの呼称が用いられた。
スライディング式足掛けエビ固め
相手の股間をスライディングで潜り抜けた後に素早く両足を上げて相手の腕を引っ掛けながら後方に倒し、ローリング・クラッチ・ホールドと同じ形で丸め込む技。
試合終盤にロープワークの攻防から繰り出す事が多く、意表を突かれた相手がそのまま3カウントを奪われる事も多かった。
保永以外にはサムライが稀に使用していた程度で、現在では使い手が殆ど存在しない。
クロスアーム・スープレックス・ホールド
自身が開発した下記ダルマ式の派生。この技の元祖。
保永自身は開発の経緯を「そこに両手があったから持っただけ」と語っている。
ダルマ式ジャーマン・スープレックス・ホールド
クロスアーム・スープレックス・ホールド開発後はほとんど使用していない。
通常のジャーマン・スープレックス・ホールドは継続的に使用していた。
雪崩式フランケンシュタイナー
この技の元祖であるライガーに追随する形で使用。フィニッシュになる事もあった。
ブレーンバスター
通常の形ではなく、持ち上げて前方のロープに相手の腹部を叩き付けるものを多用した。
いわば投げっぱなしのリバウンド式ブレーンバスターである。
ネックブリーカー
尻餅をついた相手の背後から頭を掴んで前転宙返りして決めるオリジナルの形。
ダイビング・エルボー・ドロップ
コーナーポストすぐ脇のサードロープに両足が乗る独特のフォーム。
田中ケロからは「コーナーに登るのが遅い」「人の3倍時間がかかる」などとビデオ解説で揶揄されていた。
ソバット
ロープに振った相手へのカウンター攻撃としてよく用いられた。
プロレス技でいう跳び上がらずに旋回して繰り出すものではなく、単純に背を見せて蹴り込むタイプ。
プランチャ・スイシーダ
若手時代の得意技。ヒール転向後は使用率が減っていた。
晩年はタッグマッチなどで飛び技が主体となるような展開ではそれに合わせて使用していた。
ヘッドロック・パンチ
1試合に1、2回は必ず繰り出すお約束技。
指噛み
チンロック系のサブミッションや、ガウジングを狙った相手の親指を噛んで反撃に転ずる反則技。自分の手を添えず両腕をだらりと下げて噛みつくのが特徴。
こちらは新日時代の後輩である大谷が受け継いでいる。
急所攻撃
主にバックを取られた際に使用。
アトミック・ドロップの体勢で持ち上げた相手の股間をロープに打ち据えるパターンも得意とした。
ロープへのこすりつけ
ヘッドロックで捉えた相手の顔面をロープに押し当てて引きずる反則技。
時に指噛みから広げた相手の手の平をこすりつけることもあった。
マスク剥ぎ
同時期にジュニア戦線に立っていたライガー、サムライらが主な被害者。

## 入場テーマ曲
- 鈴鹿耐久4Hスタート（音楽篇） - 1987・1990
- 竜人戦線 - レイジング・スタッフ時代に使用 - 1990・1992
- God Bird Change（Al Di Meola）- 1992・1998